# دیکسون (آیووا)
دیکسون (به انگلیسی: Dixon) شهری در ایالت آیووا کشور ایالات متحده آمریکا است که جمعیت آن در سرشماری سال ۲۰۱۰ میلادی، ۲۴۷ نفر بوده‌است.